# Pandémie de Covid-19 en Slovaquie
- 50+ cas confirmés
- 20-49 cas confirmés
- 15-19 cas confirmés
- 10-14 cas confirmés
- 1-9 cas confirmés

La pandémie de Covid-19 en Slovaquie démarre officiellement le 6 mars 2020. À la date du 18 septembre 2022, le bilan est de 20 436 morts.

## Événements

Nombre de cas (bleu) et nombre de morts (rouge) en échelle logarithmique. Les différences quotidiennes sont indiquées en pointillés.

Le premier cas de contamination par le nouveau coronavirus en Slovaquie est confirmé le 6 mars 2020. Il s'agit d'un homme, âgé de 52 ans. Il aurait été contaminé par son fils, jusque-là asymptomatique, qui s'était rendu à Venise, en Italie, foyer de la pandémie de Covid-19 en Europe. Le lendemain, sa femme et son fils sont testés positifs, portant le nombre de personnes infectées à trois. Le 8 mars, le gouvernement confirme deux autres cas, le premier étant un enseignant d'école maternelle et le second un conducteur de bus de Bratislava.
Le 12 mars, alors le pays compte 21 cas confirmés de Covid-19, le gouvernement slovaque annonce, comme la Tchéquie, la fermeture des frontières aux étrangers. Les écoles et les établissements culturels sont également fermés.
La barre des 100 personnes contaminées est franchie le 18 mars 2020. Le même jour, le président du gouvernement, Peter Pellegrini, annonce le premier décès d'une femme de 84 ans. Celle-ci présentant une comorbidité, on ne sait si elle est bien morte des suites de la maladie transmise par le SARS-CoV-2.
L'Institut national de santé publique estime que le nombre de personnes infectées atteindra 10 % de la population du pays.
Des précautions particulières sont prises pour la prestation de serment du nouveau gouvernement, le 21 mars.

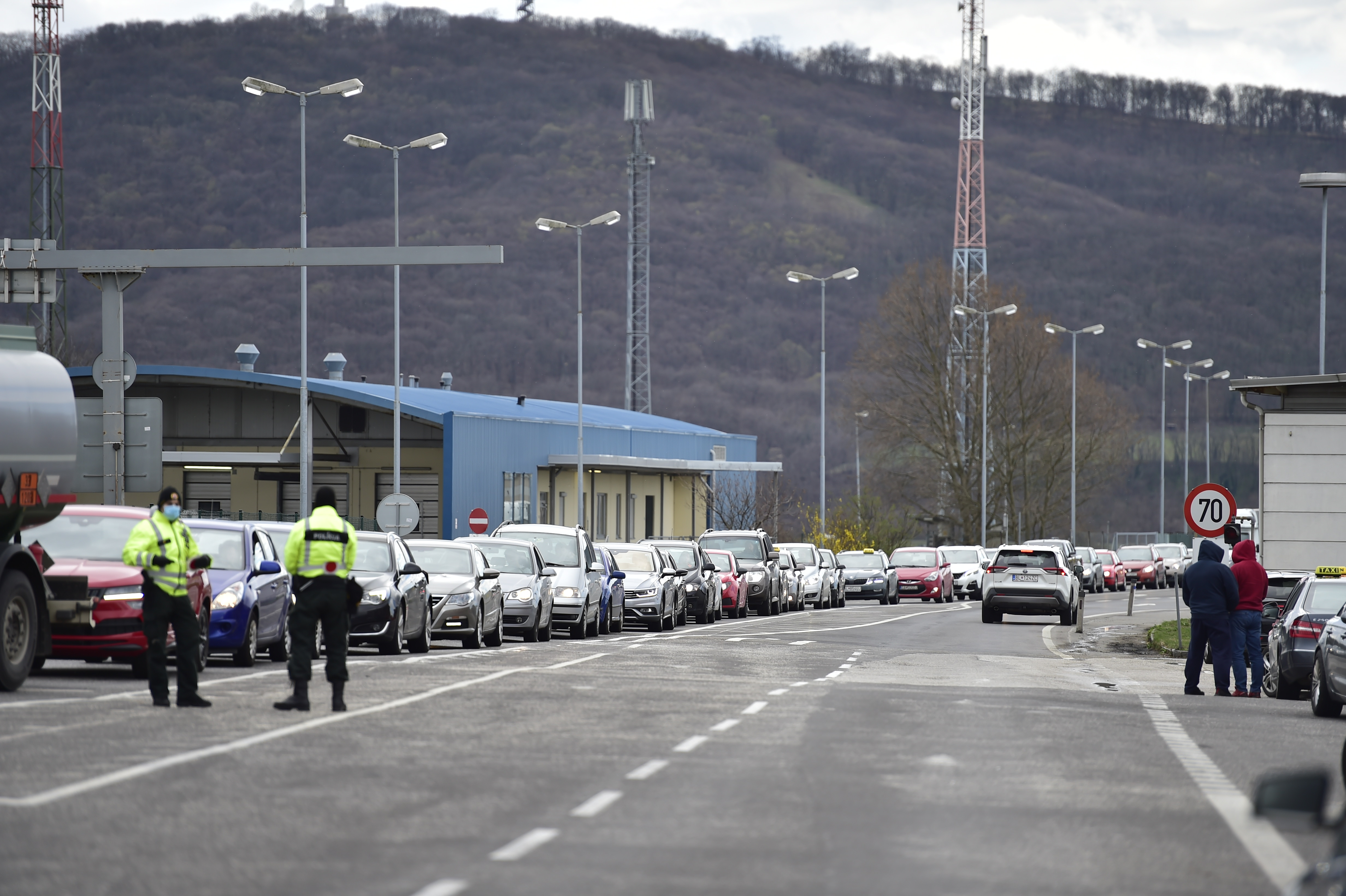
File de voitures attendant à la frontière slovaque le 13 mars 2020.
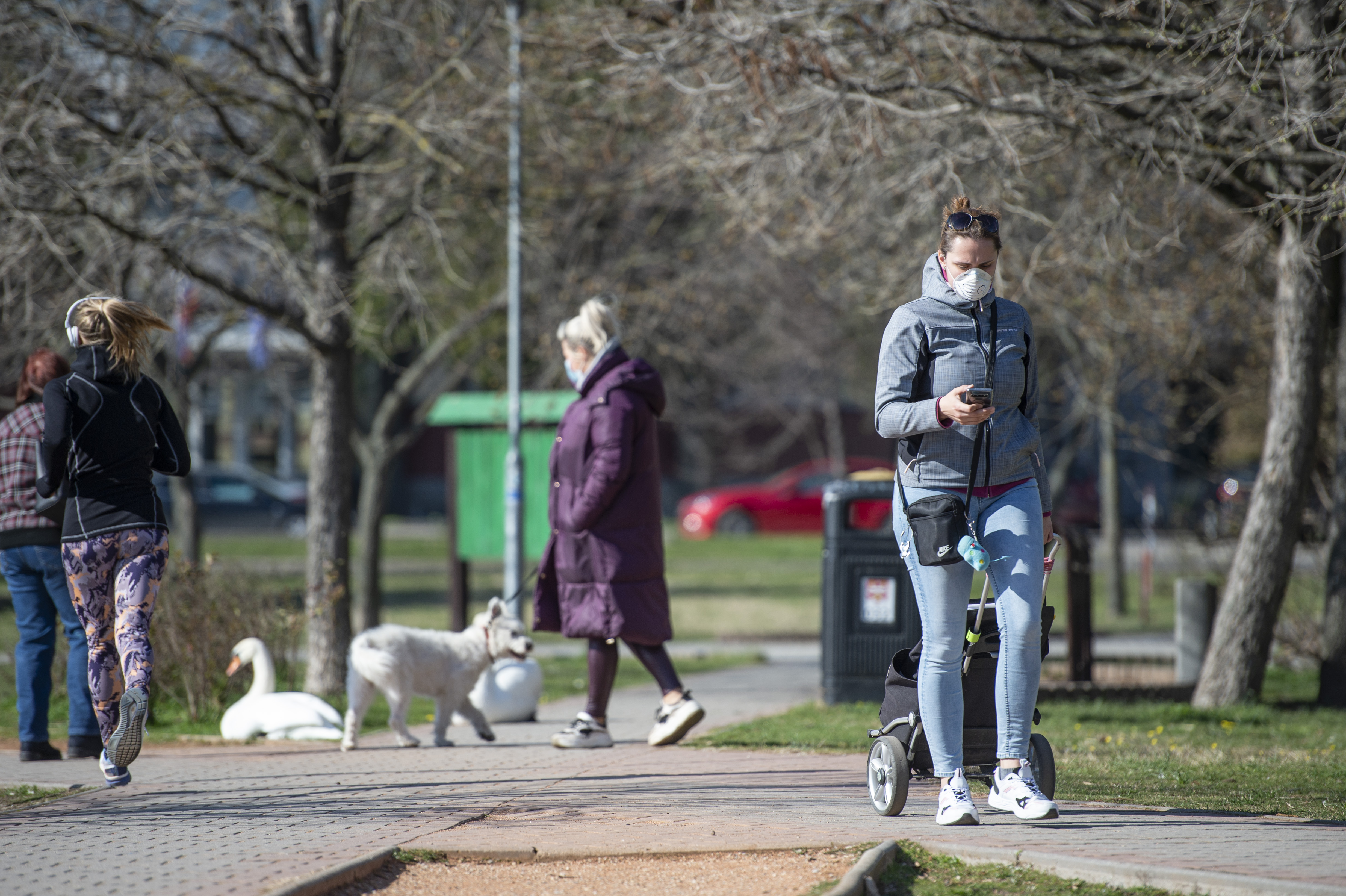
Port des masques dans la région de Bratislava le 16 mars 2020.

### Test général de la population

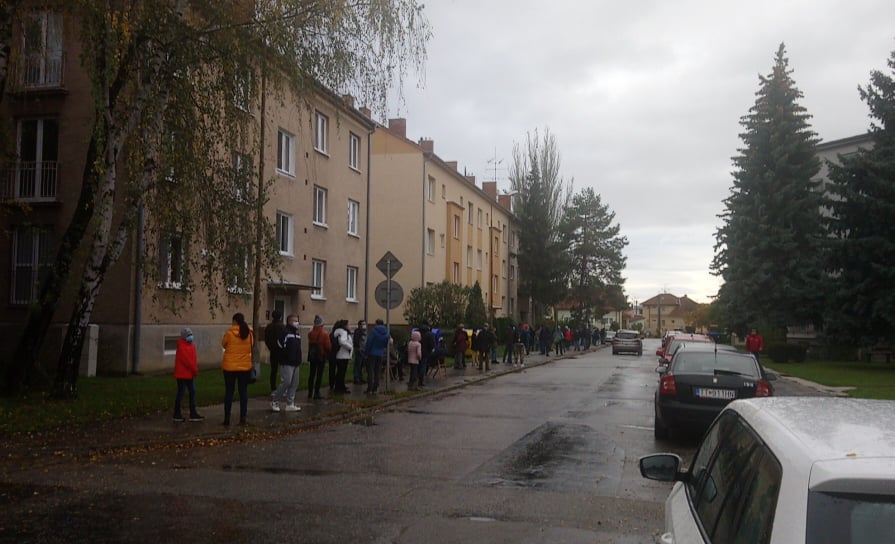
File d’attente pour le test à Piešťany le 31 octobre 2020.

Le 17 octobre 2020, le Premier ministre annonce que toute la population à partir de l’âge de 10 ans, soit près de quatre millions de personnes, serait testée, afin de lutter contre la pandémie. La Slovaquie devient le premier pays à tester toute sa population, mais l’initiative est critiquée en raison des difficultés logistiques de l’opération, de la précision des tests utilisés (des tests antigéniques) et du risque de contamination dans les centres de dépistage.
Une opération pilote de dépistage est effectuée du 23 au 25 octobre 2020 dans les quatre districts les plus touchés par l’épidémie (Dolný Kubín, Námestovo, Tvrdošín, Bardejov). En trois jours, 140 945 personnes ont été testées (91 % de la population éligible) et 5 594 cas positifs ont été détectés.

#### Premier dépistage

Pourcentage de cas positifs par district dépistés lors du premier test de la population.

Le premier tour de la campagne de dépistage pour le pays entier, intitulée Som zopovedný (« Je suis responsable »), se déroule le 31 octobre et le 1er novembre. Le 31 octobre, 2 581 113 personnes sont testées et 25 850 cas positifs sont détectés ; au total, sur les deux jours, 3 625 332 personnes sont testées et 38 359 cas positifs sont détectés, soit 1,06 %. Les personnes ayant un résultat positif doivent rester dix jours en quarantaine, tandis que celles ayant un résultat négatif sont invitées à se refaire tester une semaine plus tard.
| District             | Testés  | Positifs | Pourcentage |
| -------------------- | ------- | -------- | ----------- |
| Bratislava IV        | 63 857  | 81       | 0,13 %      |
| Revúca               | 21 419  | 58       | 0,27 %      |
| Banská Štiavnica     | 11 725  | 33       | 0,28 %      |
| Rožňava              | 34 307  | 100      | 0,29 %      |
| Veľký Krtíš          | 24 652  | 76       | 0,31 %      |
| Bratislava III       | 49 788  | 175      | 0,35 %      |
| Košice II            | 11 109  | 41       | 0,37 %      |
| Bratislava I         | 29 047  | 108      | 0,37 %      |
| Bratislava V         | 68 139  | 268      | 0,39 %      |
| Žiar nad Hronom      | 26 260  | 108      | 0,41 %      |
| Rimavská Sobota      | 46 872  | 197      | 0,42 %      |
| Bratislava II        | 80 958  | 345      | 0,43 %      |
| Piešťany             | 40 122  | 183      | 0,46 %      |
| Senec                | 66 052  | 314      | 0,48 %      |
| Galanta              | 71 243  | 349      | 0,49 %      |
| Krupina              | 13 388  | 66       | 0,49 %      |
| Košice III           | 26 992  | 135      | 0,50 %      |
| Malacky              | 54 657  | 285      | 0,52 %      |
| Lučenec              | 40 655  | 213      | 0,52 %      |
| Pezinok              | 45 801  | 240      | 0,52 %      |
| Levice               | 70 155  | 375      | 0,53 %      |
| Komárno              | 61 268  | 343      | 0,56 %      |
| Poltár               | 12 455  | 71       | 0,57 %      |
| Trebišov             | 68 503  | 400      | 0,58 %      |
| Hlohovec             | 28 892  | 171      | 0,59 %      |
| Zlaté Moravce        | 26 180  | 156      | 0,60 %      |
| Košice-okolie        | 32 849  | 196      | 0,60 %      |
| Nové Zámky           | 79 234  | 478      | 0,60 %      |
| Trnava               | 92 215  | 557      | 0,60 %      |
| Košice IV            | 80 426  | 487      | 0,61 %      |
| Šaľa                 | 31 993  | 199      | 0,62 %      |
| Žarnovica            | 16 272  | 105      | 0,65 %      |
| Nitra                | 99 175  | 674      | 0,68 %      |
| Zvolen               | 39 422  | 276      | 0,70 %      |
| Gelnica              | 18 331  | 131      | 0,71 %      |
| Košice I             | 39 314  | 295      | 0,75 %      |
| Prešov               | 84 781  | 724      | 0,85 %      |
| Michalovce           | 58 929  | 512      | 0,87 %      |
| Nové Mesto nad Váhom | 40 829  | 363      | 0,89 %      |
| Senica               | 40 675  | 384      | 0,94 %      |
| Dunajská Streda      | 87 329  | 840      | 0,96 %      |
| Turčianske Teplice   | 11 287  | 112      | 0,99 %      |
| Sobrance             | 12 986  | 135      | 1,04 %      |
| Vranov nad Topľou    | 43 552  | 460      | 1,06 %      |
| Detva                | 19 704  | 211      | 1,07 %      |
| Banská Bystrica      | 64 127  | 687      | 1,07 %      |
| Trenčín              | 73 424  | 832      | 1,13 %      |
| Ilava                | 37 604  | 442      | 1,18 %      |
| Stropkov             | 10 494  | 125      | 1,19 %      |
| Brezno               | 37 339  | 450      | 1,21 %      |
| Žilina               | 111 155 | 1 392    | 1,25 %      |
| Skalica              | 29 223  | 368      | 1,26 %      |
| Medzilaborce         | 6 980   | 91       | 1,30 %      |
| Svidník              | 16 631  | 220      | 1,32 %      |
| Považská Bystrica    | 37 822  | 505      | 1,34 %      |
| Spišská Nová Ves     | 54 279  | 739      | 1,36 %      |
| Martin               | 56 533  | 771      | 1,36 %      |
| Myjava               | 17 753  | 249      | 1,40 %      |
| Liptovský Mikuláš    | 47 172  | 667      | 1,41 %      |
| Dolný Kubín          | 24 251  | 345      | 1,42 %      |
| Bytča                | 21 419  | 328      | 1,53 %      |
| Bardejov             | 44 197  | 740      | 1,67 %      |
| Topoľčany            | 44 627  | 748      | 1,68 %      |
| Poprad               | 59 072  | 1 059    | 1,79 %      |
| Námestovo            | 37 029  | 668      | 1,80 %      |
| Snina                | 19 122  | 345      | 1,80 %      |
| Humenné              | 32 962  | 598      | 1,81 %      |
| Kysucké Nové Mesto   | 20 605  | 384      | 1,86 %      |
| Partizánske          | 26 492  | 494      | 1,86 %      |
| Kežmarok             | 43 959  | 845      | 1,92 %      |
| Bánovce nad Bebravou | 23 264  | 457      | 1,96 %      |
| Tvrdošín             | 18 541  | 369      | 1,99 %      |
| Ružomberok           | 34 000  | 682      | 2,01 %      |
| Levoča               | 18 344  | 373      | 2,03 %      |
| Prievidza            | 76 457  | 1 563    | 2,04 %      |
| Sabinov              | 35 366  | 804      | 2,27 %      |
| Púchov               | 29 455  | 782      | 2,65 %      |
| Stará Ľubovňa        | 28 749  | 805      | 2,80 %      |
| Čadca                | 53 907  | 1 736    | 3,22 %      |

#### Deuxième dépistage

En rouge, les 45 districts participant au deuxième test.

Un deuxième dépistage a eu lieu le week-end suivant (7 et 8 novembre). Initialement prévu pour l’ensemble du territoire, il est maintenu uniquement pour les 45 districts ayant 0,70 % de positifs ou plus (à l’exception de Košice I), soit essentiellement la moitié nord du pays. Bratislava et Košice sont notamment exclues du deuxième test.
Sur les deux jours, 2 044 855 personnes sont testées et 13 509 cas positifs sont détectés, soit 0,66 %.
| District             | Testés  | Positifs | Pourcentage |
| -------------------- | ------- | -------- | ----------- |
| Medzilaborce         | 6 142   | 17       | 0,28 %      |
| Zvolen               | 47 764  | 136      | 0,28 %      |
| Sobrance             | 12 966  | 43       | 0,33 %      |
| Detva                | 23 255  | 79       | 0,34 %      |
| Michalovce           | 62 790  | 211      | 0,34 %      |
| Banská Bystrica      | 66 544  | 231      | 0,35 %      |
| Myjava               | 18 599  | 68       | 0,37 %      |
| Gelnica              | 19 087  | 72       | 0,38 %      |
| Senica               | 46 000  | 194      | 0,42 %      |
| Nové Mesto nad Váhom | 46 269  | 198      | 0,43 %      |
| Prešov               | 108 271 | 472      | 0,44 %      |
| Turčianske Teplice   | 12 210  | 54       | 0,44 %      |
| Žilina               | 103 898 | 512      | 0,49 %      |
| Svidník              | 16 705  | 85       | 0,51 %      |
| Dunajská Streda      | 110 083 | 577      | 0,52 %      |
| Skalica              | 31 200  | 168      | 0,54 %      |
| Námestovo            | 37 659  | 207      | 0,55 %      |
| Dolný Kubín          | 24 170  | 138      | 0,57 %      |
| Liptovský Mikuláš    | 46 827  | 267      | 0,57 %      |
| Snina                | 19 396  | 111      | 0,57 %      |
| Stropkov             | 10 764  | 63       | 0,59 %      |
| Humenné              | 32 750  | 197      | 0,60 %      |
| Trenčín              | 72 546  | 434      | 0,60 %      |
| Vranov nad Topľou    | 45 424  | 281      | 0,62 %      |
| Brezno               | 38 515  | 242      | 0,63 %      |
| Poprad               | 58 098  | 364      | 0,63 %      |
| Martin               | 57 513  | 381      | 0,66 %      |
| Topoľčany            | 50 253  | 330      | 0,66 %      |
| Partizánske          | 27 585  | 186      | 0,67 %      |
| Spišská Nová Ves     | 53 712  | 361      | 0,67 %      |
| Ružomberok           | 33 056  | 236      | 0,71 %      |
| Prievidza            | 77 170  | 576      | 0,75 %      |
| Bytča                | 20 931  | 164      | 0,78 %      |
| Tvrdošín             | 20 502  | 164      | 0,80 %      |
| Ilava                | 35 931  | 291      | 0,81 %      |
| Bardejov             | 43 983  | 366      | 0,83 %      |
| Sabinov              | 34 757  | 295      | 0,85 %      |
| Bánovce nad Bebravou | 22 248  | 192      | 0,86 %      |
| Kysucké Nové Mesto   | 20 491  | 177      | 0,86 %      |
| Kežmarok             | 43 252  | 390      | 0,90 %      |
| Považská Bystrica    | 36 092  | 343      | 0,95 %      |
| Čadca                | 52 304  | 506      | 0,97 %      |
| Levoča               | 17 747  | 172      | 0,97 %      |
| Stará Ľubovňa        | 27 234  | 354      | 1,30 %      |
| Púchov               | 28 017  | 461      | 1,65 %      |